# Tour de Suisse 1947
Le Tour de Suisse 1947 est la onzième édition de cette course cycliste. Il est remporté par Gino Bartali, également vainqueur de deux étapes et du Grand Prix de la montagne.

## Résultats des étapes
| Détail                  | Date    | Villes étapes                | km    | Vainqueur d'étape | Leader du classement général |
| 1re étape - 1er secteur | 16 août | Zurich - Sattelegg (de)      | 88,5  | Hugo Koblet       | Hugo Koblet                  |
| 1re étape - 2e secteur  | 16 août | Sattelegg (de) - Vaduz (LIE) | 73,1  | Walter Diggelmann | ?                            |
| 1re étape - 3e secteur  | 16 août | Vaduz (LIE) - Davos          | 83    | Gino Bartali      | Gino Bartali                 |
| 2e étape                | 17 août | Davos - Bellinzona           | 178   | Gino Bartali      | Gino Bartali                 |
| 3e étape                | 18 août | Bellinzona - Sion            | 213   | Ferdi Kübler      | Gino Bartali                 |
| 4e étape                | 19 août | Sion - Bienne                | 233,4 | Giulio Bresci     | Gino Bartali                 |
| 5e étape - 1er secteur  | 21 août | Bienne - Lausanne            | 158,2 | Robert Lang       | Gino Bartali                 |
| 5e étape - 2e secteur   | 21 août | Lausanne - Genève            | 60,6  | Fausto Coppi      | Gino Bartali                 |
| 6e étape                | 22 août | Genève - Bâle                | 271,6 | Désiré Keteleer   | Gino Bartali                 |
| 7e étape                | 23 août | Bâle - Zurich                | 253,1 | Désiré Keteleer   | Gino Bartali                 |

## Classements finals

### Classement général
|    | Cycliste           |          | Temps            |
| -- | ------------------ | -------- | ---------------- |
| 1  | Gino Bartali       | Italie   | 47 h 35 min 55 s |
| 2  | Giulio Bresci      | Italie   | + 21 min 16 s    |
| 3  | Stan Ockers        | Belgique | + 24 min 33 s    |
| 4  | Ferdi Kübler       | Suisse   | + 25 min 56 s    |
| 5  | Fausto Coppi       | Italie   | + 40 min 06 s    |
| 6  | Bruno Pasquini     | Italie   | + 45 min 38 s    |
| 7  | Prosper Depredomme | Belgique | + 45 min 48 s    |
| 8  | Jacques Geus       | Belgique | + 47 min 16 s    |
| 9  | Ernst Stettler     | Suisse   | + 48 min 02 s    |
| 10 | Marcel Dupont      | Belgique | + 51 min 58 s    |

### Classement du Grand Prix de la montagne
|   | Coureur            | Équipe     | Points |
| - | ------------------ | ---------- | ------ |
| 1 | Gino Bartali       | Italie     | 42     |
| 2 | Stan Ockers        | Belgique   | 31     |
| 3 | Prosper Depredomme | Belgique   | 28,5   |
| 4 | Ferdi Kübler       | Suisse     | 28     |
| 5 | Jean Diederich     | Luxembourg | 20     |

## Source
- (it) Cet article est partiellement ou en totalité issu de l’article de Wikipédia en italien intitulé « Tour de Suisse 1947 » (voir la liste des auteurs).